# Combat (Résistance)
Combat (deutsch Kampf) war eine französische Résistance-Gruppe, die 1941 aus dem Zusammenschluss von zwei älteren Résistance-Gruppen entstand.

## Geschichte
Im Juli 1940 hatte Henri Frenay in Marseille die Gruppe Vérité (deutsch Wahrheit) gegründet, die eine Untergrundzeitschrift herausgab und Überfallaktionen unternahm. Die andere, Liberté (deutsch Freiheit), wurde von Universitätsprofessoren der politischen Rechten, François de Menthon, Pierre-Henri Teitgen und Coste-Floret, gegründet. Ihr gehörte auch Georges Bidault an.
1941 übernahm Henri Frenay die Leitung der Bewegung Combat. Sie wurde zeitweilig die wichtigste Widerstandsgruppe im städtischen Frankreich. Sie gab an ihrem geheimen Sitz in Lyon ab Dezember 1941 die Untergrundzeitung Combat heraus, an der auch Albert Camus maßgeblich mitwirkte. Diese  erreichte zuletzt die Auflage von 300.000 Exemplaren.
Obwohl Frenay den von General Charles de Gaulle entsandten Jean Moulin anfangs als autoritär ablehnte, konnte Moulin
Henri Frenays Bewegung Combat, 
Emmanuel d’Astier de La Vigerie von der Bewegung Libération Sud und
Jean-Pierre Lévy von der Bewegung Franc-Tireur
zur Vorbereitung der Landung der Alliierten von der Notwendigkeit der Vereinigung in den Mouvements unis de la Résistance (MUR; deutsch Vereinte Widerstandsbewegungen) überzeugen.

## CNR
Im Mai 1943 erreichte Moulin die Vereinigung der MUR mit
- Pierre Villons Bewegung Front National (deutsch Nationale Front)
- Pierre Brossolettes Comité d’action socialiste (deutsch Sozialistisches Aktionskomitee)
- Charles Delestraints Armée secrète (deutsch Geheime Armee)
- der Organisation civile et militaire (deutsch zivil und militärisch)
- der Bewegung Libération Nord (deutsch Nordbefreiung)
- der Bewegung Ceux de la Résistance (deutsch Die des Widerstands)
- der Bewegung Ceux de la Libération (deutsch Die der Befreiung)

zur Bildung des Conseil national de la Résistance (CNR), deutsch Nationaler Widerstandsrat. Die erste Sitzung fand am 27. Mai 1943 statt.

## Combat in den Regionen
Durch regionale Führer etablierte er seine Bewegung in sechs „Regionen“ der Südzone:
- Lyon (R1: 10 Departments) Leitung: Marcel Peck und André Plaisantin
- Marseille (R2: 7 Departements) Leitung: Henri Aubry
- Montpellier (R3: 6 Departements) Leitung: Gilbert de Chambrun
- Toulouse (R4: 9 Departements) Leitung: Francois Verdier (Stellvertreter/Assistent: Pierre Dumas)
- Limoges (R5: 9 Departements) Leitung: Edmond Michelet (bis 1943)?
- Clermont-Ferrand (R6: 5 Departements) Leitung:

## Struktur / Aufbau der Organisation
Die Organisation wurde in folgende vier Bereiche aufgeteilt:
1. Generalsekretariat (Leitung durch Berty Albrecht): Dies umfasste die Themenbereiche (konspirative) Wohnungen, die Erstellung falscher Papiere, die Finanzen inklusive Spenden und sozialen Dienste, wie Lebensmittel und finanzielle Unterstützung für die Familien festgenommener Widerstandskämpfer etc.
2. Politische Angelegenheiten (Leitung durch Claude Bourdet): Dabei ging es um den Aufbau und die Erhaltung des Nachrichtendienstes und um klassische Propaganda-Arbeit.
3. Militärische Angelegenheiten (Leitung durch Maurice Chevance und Henri Aubry): Dabei ging zum Beispiel es um die Zusammenarbeit mit den verschiedenen französischen Gruppen durch Jacques Renouvin, die Zusammenarbeit mit der l’Armée Secrète durch François Morin-Forestier und mit den verschiedenen Maquis durch Georges Rebattet.
4. Außenbeziehungen (Leitung durch Pierre Benouville) besonders mit der USA und Großbritannien. Das Ziel war dabei Geld und Waffen zu bekommen.

## Leitung
Die Organisation Combat wurde von einem Lenkungsausschuss geleitet.
Führungspersonen im März 1943 waren:
- Henri Frenay (Leitung)
- Georges Bidault
- Claude Bourdet
- Maurice Chevance
- Alfred Coste-Floret
- François de Menthon (ehemaliger Führer der Liberté- Bewegung)
- Pierre-Henri Teitgen

Andere Führungspersonen bzw. andere bekannte Mitglieder dieser Organisation waren:
- Berty Albrecht
- Jean-Guy Bernard

## Mitgliederliste
Die folgende Tabelle erhebt nicht den Anspruch auf Vollständigkeit.
| Name                        | REFs   | Geburtsjahr/Geburtsort                                         | Sterbejahr, Sterbeort, Todesursache                 | Beruf                                | Sterbeursache, Bemerkung | Foto |
| --------------------------- | ------ | -------------------------------------------------------------- | --------------------------------------------------- | ------------------------------------ | --- | ---- |
| Henri Abbadie               | [ 1 ]  | 1885                                                           | 1943 in Marseillan                                  |                                      | Leitung in Perpignan |      |
| Berty Albrecht              | [ 2 ]  | 1893                                                           | 1943 in Fresnes                                     |                                      | Leiterin des Generalsekretariats |      |
| Jean-Joseph Alvitre         | [ 3 ]  | 1889                                                           | 1983                                                |                                      | |      |
| Henri Aubry                 |        | 1914 in Longwy                                                 | 1970                                                |                                      | Regionalleiter R2, neben Maurice Chevance Leiter des Bereiches „Militärische Angelegenheiten“ |      |
| Pierre Balussou             | [ 4 ]  | 1916                                                           | 1945 im KZ Dachau                                   |                                      | |      |
| Pierre Bénouville           |        | 1914                                                           | 2001                                                | Schriftsteller                       | Lahire, Leiter des Bereiches „Außenbeziehungen“ |      |
| Jean-Guy Bernard            | [ 5 ]  | 1917                                                           | 1944 auf dem Transport in das KZ Auschwitz          |                                      | Generalsekretär der Bewegung |      |
| Georges Bidault             |        | 1899 in Moulins, Auvergne                                      | 1983 in Cambo-les-Bains                             | Politiker, Lehrer                    | Mitglied des Lenkungsausschusses |      |
| Marcelle Bidault            |        | 1901                                                           | 1975                                                |                                      | Schwester von Georges Bidault |      |
| Claude Bourdet              | [ 6 ]  | 1909                                                           | 1996                                                |                                      | politischer Assistent und Leiter für de Bereich „Politische Angelegenheiten“ |      |
| Frédéric Bourguet           |        | 1889                                                           | 1978                                                |                                      | Präsident von Combat dans le Tarn, Vorstandsmitglied der Vereinigten Widerstandsbewegungen, Präsident des Befreiungskomitees des Departements |      |
| Albert Camus                |        | 1913 in Mondovi, Französisch-Nordafrika, heute Dréan, Algerien | 1960 nahe Villeblevin                               | Schriftsteller                       | Redakteur der Zeitung Combat |      |
| Jean Chanton                |        | 1908                                                           | 1987                                                |                                      | |      |
| Gilbert de Chambrun         | [ 7 ]  | 1909                                                           | 2009                                                |                                      | Regionalleiter R3, Mitglied der Geheimarmee/AS, Leiter des FFI für Languedoc-Roussillon |      |
| Jacqueline de Chambrun      |        | 1920                                                           | 2013                                                | Kinderärztin                         | Ehefrau von Gilbert Chambrun, Leutnant Noëlle in der Maquis von Mont Mouchet |      |
| Maurice Chevance            |        | 1910                                                           | 1996                                                |                                      | Neben Henri Aubry Leiter des Bereiches „Militärische Angelegenheiten“ |      |
| Hélène Cogoluègnes          |        | 1916                                                           | 1996                                                |                                      | Mitglied von Combat in Marseille, Abteilungsleiterin der „MUR M“ |      |
| Alfred Coste-Floret         |        | 1911 in Montpellier                                            | 1990 in Paris                                       | Politiker, Jurist                    | Mitglied des Lenkungsausschusses |      |
| Benjamin Crémieux           |        | 1888 in Narbonne                                               | 1944 im KZ Buchenwald                               | Schriftsteller                       | organisierte als „Lamy“ ein Informationsnetzwerk in Marseille |      |
| Irénée Cros                 | [ 8 ]  | 1887                                                           | 1943 in Foix                                        |                                      | Leiterin in Ariège |      |
| René Dalmon                 |        | 1917                                                           | 2003                                                |                                      | |      |
| Myriam David                |        | 1917                                                           | 2004                                                |                                      | Resistance-Fer, gefälschte Papiere, deportiert |      |
| Charles d'Aragon            |        | 1911                                                           | 1986                                                |                                      | |      |
| Jacques D'Hondt             | [ 9 ]  | 1920                                                           | 2012                                                | Philosoph                            | |      |
| Raymond Berthier de Grandry |        |                                                                |                                                     |                                      | Refraktär der STO, Mitglied der bewaffneten Einheiten der SOURCOUF-Gruppe, beteiligt sich an der Befreiung von Cher und Creuse, die bei einem Zusammenstoß gegen deutsche Truppen in St-Sulpice-Laurière am Oberschenkel verwundet wurden (Creuse) im Juni 1944. |      |
| Romuald de Jomaron          | [ 10 ] | 1922                                                           | 2002                                                |                                      | Maquis-Schulen |      |
| François de Menthon         |        | 1900 in Montmirey-la-Ville                                     | 1984 in Menthon-Saint-Bernard                       |                                      | Führer von „Libèrte“, die sich 1941 mit Vérités zu Combat zusammenschloss |      |
| Marcel Degliame             | [ 11 ] | 1912                                                           | 1989                                                |                                      | |      |
| Jacques Delarue             |        | 1919 in Bricquebec                                             | 2014                                                |                                      | |      |
| Jacques Dhont               |        | 1907                                                           | 1977                                                | Publizist                            | Leiter der R4 MURs |      |
| Maurice Dide                |        | 1873                                                           | 1944 im KZ Buchenwald                               |                                      | |      |
| Pierre Dumas (Saint-Jean)   |        | 1891                                                           | 1968                                                |                                      | Generalsekretär der MUR, Direktor der lokalen Sektion |      |
| Yvette Farnoux              |        | 1919                                                           | 2015                                                |                                      | nationale Leiterin des Sozialdienstes der Vereinigten Widerstandsbewegungen, Nachfolgerin von Berty Albrecht |      |
| Adrian Faure                |        |                                                                |                                                     |                                      | |      |
| Antoinette Feuerwerker      |        | 1912                                                           | 2003                                                | Pädagogin und Rechtsanwältin         | Ehefrau von David Feuerwerker |      |
| David Feuerwerker           |        | 1912                                                           | 1980                                                | Rabbiner                             | |      |
| Georges Flandre             |        | 1899                                                           | 1944 in La Roque-d’Anthéron, hingerichtet           |                                      | Offizier der Heilsarmee, FFI-Kommandeur (Geheimarmee/AS) in Montpellier (R3), Leiter der MUR in Marseille (R2) |      |
| Roland Foras                |        | 1914                                                           | 1999                                                |                                      | |      |
| Julien Freund               |        | 1921 in Henridorff in Lothringen                               | 1993 in Straßburg                                   | Politikwissenschaftler und Soziologe | |      |
| Henri Frenay                |        | 1905 in Lyon, Rhône                                            | 1988 Porto-Vecchio, Département Corse-du-Sud        | Politiker                            | Gründer von Combat und Vérité |      |
| Georges Garel               |        | 1909                                                           | 1979                                                |                                      | hat später das Garel-Network, welches von 1942 bis 1944 in Lyon existierte, gegründet. |      |
| Jean Gemähling              |        | 1912                                                           | 2003                                                |                                      | |      |
| Paul Gordeaux               |        | 1891                                                           | 1974                                                |                                      | |      |
| René Hardy                  |        | 1911 in Mortrée                                                | 1987 in Melle                                       | Eisenbahnmitarbeiter                 | eventuell Verräter von Jean Moulin (Folter?) |      |
| André Hauriou               |        | 1897                                                           | 1973                                                |                                      | |      |
| Roger Kespy                 |        | 1908                                                           | 1944 in Saint-Rémy-En-Rollat, hingerichtet          |                                      | Kommandant, Kampf, Geheimarmee/AS, Abteilungsleiter der fränkischen Gruppen von MUR de l' Allier, Gründer der Bois Noirs-Maquis |      |
| Arno Klarsfeld              |        | 1905                                                           | 1944                                                |                                      | |      |
| Yvonne de Komornicka        |        |                                                                |                                                     |                                      | alias Kléber, Leiterin in Vaucluse |      |
| Achille Lacroix             | [ 12 ] | 1893                                                           | 1944 in Leitmeritz (Außenlager des KZ Flossenbürg)  | Bürgermeister                        | Bürgermeister von Narbonne |      |
| Pierre Laroque              |        | 1907                                                           | 1997                                                |                                      | |      |
| Germain Laur                | [ 13 ] | 1895                                                           | 1952                                                |                                      | Leiter Tarn, deportiert, „Pons“ |      |
| André Laur                  |        |                                                                |                                                     |                                      | „Pétrarque“, Verbindungsoffizier, Tarn |      |
| Madeleine Lévy              |        | 1918                                                           | 1944 im KZ Auschwitz                                | Sozialarbeiterin                     | Enkelin von Hauptmann Alfred Dreyfus |      |
| Denise Mantoux              |        |                                                                |                                                     |                                      | |      |
| Edmond Michelet             |        | 1899 in Paris                                                  | 1970 in Marcillac-la-Croisille, Département Corrèze | Politiker                            | Regionalleiter R5 |      |
| Philippe Monod              |        | 1900                                                           | 1992                                                |                                      | Mitglied der Combat-Delegation in der Schweiz |      |
| Roger Nathan                | [ 14 ] | 1906                                                           | 1998                                                |                                      | |      |
| Victor Nessmann             | [ 15 ] | 1900                                                           | 1944 in Limoges, Folter                             |                                      | |      |
| Marcel Peck                 |        | 1913                                                           | 1943                                                |                                      | Regionalleiter R1 |      |
| André Plaisantin            |        | 1906                                                           | 1976                                                |                                      | Regionalleiter R1 |      |
| Joseph-Paul Rambaud         |        | 1879                                                           | 1944 im KZ Buchenwald                               | Senator                              | ehemaliger Senator von Ariège |      |
| Jacques Renouvin            |        | 1905                                                           | 1944 im KZ Mauthausen                               |                                      | |      |
| Marie Reynoard              |        | 1897                                                           | 1945 im KZ Ravensbrück                              |                                      | |      |
| Germaine Ribière            |        | 1917                                                           | 1999                                                |                                      | Verbindungsoffizierin in Limousin, Gerechte unter den Völkern |      |
| Marcel-Gabriel Rivière      |        | 1905                                                           | 1979                                                |                                      | |      |
| Jean Rousset                |        |                                                                |                                                     |                                      | Krieg überlebt |      |
| Alfred Sabatier             |        | 1907                                                           | 1945 in Siegburg                                    |                                      | Befreiungsgruppe, dann „Combat“ und Geheimarmee / AS |      |
| Roland Sadoun               |        | 1923                                                           | 2005                                                |                                      | |      |
| Edgar Tailhades             | [ 16 ] | 1904                                                           | 1986                                                | Gemeinderat                          | sozialistischer Aktivist und Gemeinderat von Nîmes |      |
| Roger Taubert               | [ 17 ] | 1923                                                           | 1945 im KZ Dachau, verhungert                       |                                      | |      |
| Pierre-Henri Teitgen        |        | 1908                                                           | 1997                                                |                                      | Mitglied des Lenkungsausschusses |      |
| Édouard Valéry              | [ 18 ] | 1924                                                           | 2010                                                |                                      | |      |
| Francois Verdier            | [ 19 ] | 1900                                                           | 1944 in Lasserre (Wald von Bouconne)                |                                      | Regionalleiter R4 |      |
| Rose Warfman                |        | 1916                                                           | 2016                                                | Krankenschwester                     | damals Rose Gluck |      |